# (10744) Tsuruta
(10744) Tsuruta – planetoida z pasa głównego asteroid okrążająca Słońce w ciągu 4 lat i 55 dni w średniej odległości 2,58 j.a. Została odkryta 5 grudnia 1988 roku w obserwatorium w Chiyoda przez Takuo Kojimę. Nazwa planetoidy pochodzi od Masatoshiego Tsuruty (ur. 1938), prezesa Towarzystwa Astronomicznego Saga. Przed nadaniem nazwy planetoida nosiła oznaczenie tymczasowe (10744) 1988 XO.